# Stephan Genz
Stephan Genz (* 1973 in Erfurt) ist ein deutscher Lieder- und Opernsänger (Bariton).

## Leben
Genz besuchte die Thomasschule zu Leipzig und war Mitglied des Thomanerchors. Er studierte Gesang bei Hans-Joachim Beyer an der Hochschule für Musik und Theater „Felix Mendelssohn Bartholdy“ Leipzig und ab 1994 bei Mitsuko Shirai und Hartmut Höll an der Hochschule für Musik Karlsruhe. Außerdem studierte er bei Dietrich Fischer-Dieskau und Elisabeth Schwarzkopf.
Seit 2012 unterrichtete er "deutsches Repertoire" am Pariser Konservatorium und seit 2020 ist er Professor für Lied und Oratorium an der Universität Mozarteum Salzburg.

## Preise
- 1994: Internationaler Johannes-Brahms-Wettbewerb
- 1994: Internationaler Wettbewerb für Liedkunst
- 1999: Brahmspreis
- 1999: Gramophone Award